# Primorsko
Primorsko (in bulgaro Приморско?) è un comune della Bulgaria situato nel distretto di Burgas di 6 151 abitanti (dati 2009).

## Località
Il comune è formato dall'insieme delle seguenti località:
- Kiten
- Novo Paničarevo
- Pismenovo
- Primorsko (sede comunale)
- Veselie
- Jasna poljana